# Srídhar Suami (siglo XV)
Srídhara Suami (Balasore, fl. 1400) fue un religioso hinduista, comentarista de textos, y sanscritólogo indio.

## Biografía
Srídhar nació en la localidad de Marāi (Mayura) en el distrito de Balasore (estado de Orissa).
Era huérfano, y en la India la tradición indica que los huérfanos sean dejados a su propia suerte (debido a que su situación se debe a un karma de vidas pasadas), por lo que el niño no recibió una alimentación suficiente y quedó con un retardo mental.
Un día estaba llevando aceite con un recipiente inapropiado, por lo que estaba perdiendo el líquido. El rey y su ministro pasaban por el lugar, debatiendo acerca de los efectos de la devoción.

―Simplemente gracias a la devoción ―afirmó el ministro―, una persona sin talento desarrolla habilidades especiales, un ignorante se hace sabio y un demonio se convierte en un devoto.

―¿Entonces mediante la devoción aquel niño podría convertirse en un sabio?

―Exactamente.
El niño fue llevado a un templo y durante años se le dio alimentación adecuada, estudió de memoria cientos de versículos de las Escrituras sagradas hinduistas, y aprendió lógica (niaia) y retórica.
En el templo aprendió también la complicada adoración a la estatuilla de la deidad del dios Nara Simja ―la encarnación mitad hombre, mitad león, del dios Visnú―, que se convirtió en su ista-dévata (‘deidad adorable’). Repetía diariamente el Nrisimja-mantra.
Ya adulto, se dedicó a debatir con otros eruditos en sánscrito en las cortes de otros reyezuelos ―lo que lo volvió rico, debido a los premios que obtuvo―, y se hizo famoso como erudito religioso. Se casó.
Estando casado, sentía deseos de tomar la orden de saniás (abandono completo de la familia, como se recomienda en las Escrituras sagradas hinduistas), pero todavía tenía relaciones con su esposa, y ella quedó embarazada. Decidió esperar a que naciera el bebé para abandonarlos. Pero en el parto su esposa falleció, entonces pensó que no podría tomar saniás porque tendría que cuidar al bebé.
Muchos versículos de las Escrituras le alentaban a dejar al bebé a su propia suerte, por ejemplo el verso 9.22 del Bhagavad-guita, donde Krisná dice que «A aquellos que me adoran completamente, se concentran en mí sin pensar en ninguna otra cosa, yo les cargo todo lo que necesiten». Sin embargo, Srídhar comprendía que el bebé no podía concentrarse en Krisná.
Mientras pensaba en este problema, un huevo cayó desde su nido y se rompió en el piso; de él salió un pajarillo que todavía no estaba listo para nacer, y casi no se podía mover. Una mosca se posó sobre la cáscara del huevo roto, y la albúmina pegajosa impidió que pudiera saltar y escapar del pajarillo, que se la comió. Sus órganos se fortalecieron y empezó a moverse. Entonces Srídhar decidió que no era él sino Naraian (Visnú) el proveedor del pajarito, y así este había obtenido su sustento. Entonces abandonó al bebé a su suerte y tomó saniás.
Viajó a Kashi (actual Benarés), donde siguió estudiando las Escrituras.
Se convirtió en discípulo del gurú Paramanda Puri.

## Escritor religioso krisnaísta
Srídhar es considerado el primer acharia (‘maestro’) del visnuismo gaudíia (el krisnaísmo bengalí).
En sus escritos unificó las doctrinas del Shankará-sampradaia (la escuela de Shankará Acharia, que aboga por el Brahman como dios supremo) y el Madhua-sampradaia (la escuela de Madhua Acharia, que aboga por Visnú como dios supremo).
Se convirtió en discípulo de Ramakrishnananda Swami ―fundador del Brahmachari Math (convento de célibes) en Kapilas―, quien lo introdujo en la adoración del dios Krisná en su forma como Ksirachor Gopinatha (el ladrón de mantequilla y amo de las gopis), la famosa deidad situada en Remuna (cerca de Balasore).

## Obras
Escribió varios comentarios a importantes textos doctrinales hinduistas:
- El Subodhini (comentario al Bhagavad-guita);[9]
- El Bhavartha-dipika-tika (comentario al Bhagavata-purana, texto del siglo XII d. C.), es el primer comentario conocido de este Purana;
- El Atma-prakasa (comentario al Visnú-sajasra-nama, los mil nombres de Visnú).
- Comentario (tika) al Visnú-purana.[5]

A pesar de que era conocido como aduaita vedanta, la conclusión de su doctrina ecuménica era en realidad más visnuista que aduaita: «Todo no es otra cosa que Dios, pero apenas una parte de él». Los aduaitas no estaban de acuerdo con los conceptos que expresaba en sus libros.
En el Chaitania-charitamrita (1582) de Krisnadás Kavirash Gosuami (1496-1588) dice:

ajam vedmí, shukó vettí,

viasó vetti na vetti va

sridharáj sakalam vetti,

sri nrisinja prasadatáj

Yo sé, Shuka sabe,

Viasa puede que sepa o que no sepa,

[pero] Srídhar todo lo sabe,

por misericordia del Señor Nrisimja.
El dios Shivá

## Menciones a Srídhara Suami
El religioso bengalí Chaitania (1486-1534) mencionaba con mucho respeto a Srídhara Suami, considerándolo el comentador «natural» del Bhagavata-purana:

Te has atrevido a criticar a Srídhara Suami, y has comenzado tu propio comentario sobre el Bhagavata-purana, sin aceptar la autoridad de él. Ese es tu falso orgullo.

Srídhara Suami es el maestro espiritual del mundo entero, porque por su misericordia podemos entender el Bhagavata-purana. Por eso yo lo acepto como maestro espiritual.

Cualquier cosa que escribas debido a tu falso orgullo, tratando de superar a Srídhara Suami, creará un propósito contrario. Por lo tanto nadie le prestará atención.

El que escriba comentarios sobre el Bhagavata-purana siguiendo los pasos de Srídhara Suami, será honrado y aceptado por todos.

Escribe tu explicación sobre el Bhagavata-purana siguiendo los pasos de Srídhara Suami, renuncia a tu falso orgullo y adora a Krisná.

Abandonando tus ofensas, recita el maha-mantra Hare Krisná, los santos nombres del Señor. Entonces muy pronto alcanzarás el refugio de los pies de loto de Krisná.
Chaitania-charitamrita, Antia-lila 7.132-137

## Solución de controversia
Ante la controversia acerca de si se puede ofrecer a Naráian las actividades que se han llevado a cabo para la propia complacencia (por ejemplo, primero colectar dinero y después tratar de utilizarlo en el servicio del Señor), Srídhara Suami comentó:

sa cha arpita eva sati iadi kriieta
na tu krita sati paschad arpieta
Primero se debe ofrecer [a Dios] y después se debe hacer.
No se debe hacer para después ofrecer.
Srila Srídhara Suami